# Indira Radić
Indira Radić (srbska cirilica Индира Радић), bosansko-srbska pevka, * 14. junij 1966, Doboj, Bosna in Hercegovina.

## Zgodnje življenje
Indira Radić je bila rojena pod imenom Indira Subotić 14. junija 1966 v vasi Dragalovci nedaleč od Dobojа (v današnji občini Stanari). Njen oče Živko je bil edini zaposleni član družine in deloval kot funkcionar v Zvezi komunistov Bosne in Hercegovine; ime je njegova hči dobila po indijski premierki Indiri Gandhi, ki jo je spoštoval. Starši so Indirino pevsko nadarjenost opazili že zgodaj, zato je že kot otrok nastopala na številnih glasbenih tekmovanjih. Osnovno šolo je obiskovala v vasi Stanari, nakar je dokončala srednjo medicinsko šolo v Doboju, na kateri je pridobila izobrazbo za medicinsko sestro. Tri leta je bila zaposlena v bolnišnici Mladena Stojanovića v Zagrebu, v začetku devetdesetih let pa se je preselila v Srbijo.
Rojstna hiša Indire Radić ne stoji več; njeno mesto je zasedel rudnik premoga Stanari.

## Kariera
Indira je prvi javni nastop imela pri desetih letih, ko je na prošnjo staršev na neki proslavi v Tesliću zapela pesem Kemala Malovčića Nevernice moja, vrati mi se ti. S petjem se je začela ukvarjati leta 1985, ko je bila izbrana za najboljšo pevko Doboja. Mlada pevka je skoraj deset let pela za honorar, sodelovala na tekmovanjih in slovesnostih. V Sarajevu se je leta 1991 prijavila na Prvi glas Bosne i Hercegovine in dospela do finala. Naslednjega dne so bili zaradi razglasitve vojnega stanja vsi kulturni dogodki odpovedani, zaradi česar je Indira obveljala za zmagovalko, katere zmaga ni bila proslavljena. Kmalu se je z družino preselila v Beograd, kjer ji je osvojeno prvo mesto na sarajevskem festivalu omogočilo neposreden stik z lastnikom produkcijske hiše Južni vetar.
Svoj prvi solo album, Nagrada i kazna, je za Južni vetar posnela leta 1992. Ploščo, s katero je sicer zaslužila 20 000 mark, je zaradi vojne in zapore meja sama dobila šele čez nekaj mesecev od voznika avtobusa iz Banjaluke. Album je bil s strani radijskega občinstva dobro sprejet, zlasti pesmi Iskreno mi kaži, Nagrada i kazna, Čudna igra, Daj mi makar obećanje in Pamtimo ovo veče. Direktor Južnega vetra Miodrag M. Ilić, poznan kot Mile Bas, je Radićevo videl kot obetajočo mlado pevko in kmalu je Indira zamenjala Dragano Mirković kot vodilna zvezda produkcijske hiše. Leta 1993 je izdala drugi album Zbog tebe in leto zatem še tretjega, Ugasi me, ki ji je prinesel prvo obdobje priljubljenosti, zahvaljujoč pesmim Moja će te ljubav stići, Gde si sada, Zašto sam se rodila in Oči moje, što ste zaplakale. Indirin nenadni vzpon je vzbudil veliko zanimanje tudi za njene starejše pesmi; tako je album Nagrada i kazna bil leta 1994 izdan še enkrat.
Leta 1995 je Indira zapustila Južni vetar. Več kot desetletje zatem sta z Miletom Basom v skupnem televizijskem soočenju kot razlog razkrila številna medsebojna nestrinjanja; slednji naj bi preostro vztrajal pri tem, naj Indira gradi svojo prepoznavnost na glasu in ne na vizualni podobi, ter ji zato prepovedoval oblačenje in ličenje po lastnem okusu. V istem soočenju sta se strinjala, da se nista razšla kot neprijatelja. Po izstopu iz Južnega vetra je Indira izdala album Idi iz života moga za založbo PGP RTS. Na tem albumu je poleg istoimenske pesmi, ki je ostala njena največja uspešnica do prestopa v Grand produkcijo, izstopala pesem Sve da volim ona me učila zaradi svoje izrazito nacionalistično zveneče vsebine (Srpkinja je mene majka rodila, sve da volim ona me učila). Kasneje je Indira razložila, da se je zaradi svojega imena v času razpadanja Jugoslavije pogosto srečevala s šovinističnimi in verskimi opazkami in da je s pesmijo želela poudariti, kdo je, ne pa tudi diskriminirati ali poniževati drugih narodov. Izpostavila je tudi, da jedro pesmi ni verz "Srpkinja je mene majka rodila", marveč "sve da volim ona me učila", ki poudarja, da ji kot osebi, rojeni v narodnostno mešani Bosni, ni v navadi delitev ljudi glede na narodnost ali veroizpoved.
Leta 1996 se je Radićeva pridružila Zam produkciji (predhodniku današnje Grand produkcije) in izdala album Krug. Tedaj se je začelo novo obdobje njenega vzpona, priredila je svoje prve turneje in solistične koncerte, posebej obiskane v Sloveniji in Nemčiji, kjer jo je na koncertih pričakalo tudi po pet tisoč ljudi. Pesmi Sin, Ujed za srce, Otiš'o si, ostala sam in Da kamen zaplače pa so postale tedanje turbo folk uspešnice. Leta 1997 je izdala svoj šesti album Izdajnik, kot tudi posebno videoizdajo Indira uživo s svojimi najbolj znanimi pesmimi. Že naslednjega leta je izdala dotlej najuspešnejši album v svoji karieri, Voliš li me ti. Turneja, s katero je promovirala svoje nove pesmi, je obsegala tudi bivše jugoslovanske republike, po zaslugi česar je kmalu postala ena najpriljubljenejših srbskih pevk na Hrvaškem.
V začetku novega tisočletja je Indira še tretjič zamenjala založnika. Za Grand Produkcijo je izdala albuma Milenijum in Gde ćemo večeras, ki nista ustvarila večjega komercialnega uspeha. Leta 2002 je izdala svoj deseti album Pocrnela burma, na katerem se je nahajal tudi duet z Alenom Islamovićem "Lopov". Ta pesem, ki jo je napisala Marina Tucaković, je v izjemno kratkem času postala njena daleč največja uspešnica, potem ko je več mesecev zapovrstjo ostala na prvem mestu vseh lestvic priljubljenosti v državi, pa je bila proglašena tudi za pop-folk hit leta. Pesem je obstajala v treh jezikih, melodija zvonjenja za mobilne telefone pa je bila prenesena preko milijonkrat. Nekoliko manjšo priljubljenost so dosegle pesmi Preko, preko, kontroverzna turbo-folk priredba svetovne uspešnice Du hast nemške skupine Rammstein, Sve su iste pesme moje, Pocrnela burma, Uzmi, sve mi uzmi in Dužan si mi dva života.
Že naslednje leto je izdala album Zmaj, s katerim je dokončno postala najbolj priljubljena pevka v državi, pomenil pa je tudi prelomnico v njeni karieri. Za velik uspeh albuma je bila zaslužna njena pripravljenost oddaljiti se od turbo-folka in se nekoliko približati pop glasbi. Za mnoge Indira s tem albumom predstavlja začetnico pop-folk glasbe in zmago te zvrsti nad turbo-folkom, ki je v državi prevladoval v devetdesetih letih. Razširjeno je prepričanje, da je pesem Zmaj bila navdihnjena z resnično zgodbo o neozdravljivo bolnem dekletu, ki je pred smrtjo svojemu fantu posvetila pesem. Druga zelo uspešna pesem z istega albuma, Moj živote, da l’ si živ, je doživela priredbi v grški in bolgarski jezik ter doživela precejšnjo poslušanost tudi v teh državah.
Konec leta 2004 je posnela glasbeni šov program Indira Unplugged, ki velja za prvi tovrstni program v državi, v katerem je pevka pela v živo in ob spremljavi izključno akustičnih glasbil. Bil je del novoletnega programa televizije Pink, kasneje pa je izšel tudi na DVD-ju.
Njen naslednji album, Ljubav kad prestane, je bil še korak bližji pop slogu in manj poslušan. Pomožne vokale na njem je pela tedaj še neuveljavljena pevka Ivana Selakov. Najpriljubljenejša pesem na tem albumu je bila April, za katero je osvojila tudi nagrado Zlatni melos za hit leta. Podelitev je sprožila številne polemike, da je Indira zmagala zahvaljujoč "stari slavi", glede na to, da so ji konkurenco predstavljali Mile Kitić (Šampanjac), Viki Miljković (Mahi, mahi, Obeležena, Prazan stan, Ti muškarac), Tanja Savić (Tako mlada, Zašto me u obraz ljubiš, Stani tugo), Jovana Tipšin (U tvome telefonu), Darko Filipović (Ona, ona, Opomena), Maja Marijana (Bićeš noćas moj), Sanja Đorđević (Crveni lak) in Seka Aleksić (Iskoristi moje mane, Svi tvoji milioni, Baš mi se sviđa tvoja devojka, Dođi i uzmi me, Gde sam ti ja, Za ljubav mobilna). Niti z albumom Lepo se provedi, ki ga je izdala leta 2007, ni ponovila uspeha Zmaja, je pa obnovila sodelovanje z Alenom Islamovićem, s katerim je posnela pesem Imali smo, nismo znali. Kot pomožni vokal je sodelovala Jelena Galonić iz beograjske skupine Zana. Skupaj z albumom je izšel DVD z Indirinimi največjimi uspešnicami in videoposnetki s koncertov v Bolgariji, Avstraliji in Sloveniji. Ne glede na mlačen sprejem albuma je pevka ponovila serijo uspešnih koncertov v Sloveniji in na Hrvaškem. Istega leta je Indira kot prva folk pevka z Balkana opravila intervju za londonski radio BBC na temo folka kot vodilne glasbene smeri na teh prostorih.
Del nekdanjega uspeha je Radićeva spet doživela šele z albumom Heroji, ki ga je izdala leta 2008. Za pesmi Heroji, Hajde, sestro in Pije mi se so bili posneti videospoti, od katerih slednji velja za prvi srbski videospot, v katerem je prikazan poljub dveh moških.

## Pevski slog
Za Indirin glas velja, da ga je zelo zahtevno imitirati. V televizijski oddaji leta 2013 je pevka pojasnila, da je v začetku kariere poskušala istočasno oponašati Dragano Mirković, Šemso Suljaković, Sinana Sakića, Mileta Kitića in Kemala Malovčića. Z imitacijo je med drugim v eni od oddaj poskusila pevka Tanja Savić, a se je poskus končal klavrno. Savićeva je potencirala na sami barvi Indirinega glasu, a je ni uspela imitirati. V televizijskem glasbenem tekmovanju Zvezde Granda leta 2008 sta tekmovalca Iva in Vuk zapela pesem Lopov, duet Radićeve in Islamovića. Žirija je nastop komentirala z besedami, da sta naredila napako pri izboru pesmi in da pesmi Indire Radić "preprosto ne more uspešno zapeti nihče razen nje".

## Zasebno življenje
Indira Radić živi s svojo mamo v beograjskem naselju Košutnjak. Po veroizpovedi je pravoslavna kristjanka. Njen sin Severin, rojen leta 1991, se prav tako ukvarja z glasbo in je avtor aranžmajev nekaterih maminih pesmi. Ko je bil Severin star štiri leta, ga je oče odpeljal od doma in z materjo prekinil stike; po šestih mesecih se je Indira ločila od moža in sodišče je sina prisodilo njej.

## Diskografija

### Albumi
- Nagrada i kazna (1992)
- Zbog tebe (1993)
- Ugasi me (1994)
- Idi iz života moga (1995)
- Krug (1996)
- Izdajnik (1997)
- Voliš li me ti (1998)
- Milenijum (2000)
- Gde ćemo večeras (2001)
- Pocrnela burma (2002)
- Zmaj (2003)
- Ljubav kad prestane (2005)
- Lepo se provedi (2007)
- Heroji (2008)
- Istok, sever, jug i zapad (2011)
- Niko nije savršen (2015)